# Казимир Свояк
Казимир Свояк (бел. Казімер Сваяк, настоящее имя Константин Матвеевич Степович (бел. Канстанцін Стаповіч, пол. Konstanty Stepowicz; 19 февраля 1890 года, деревня Барани Клющанского прихода Свенцянского уезда Виленской губернии — 6 мая 1926 года, Вильно) — белорусский католический священник, общественный деятель, поэт.

## Биография

### Ранние годы

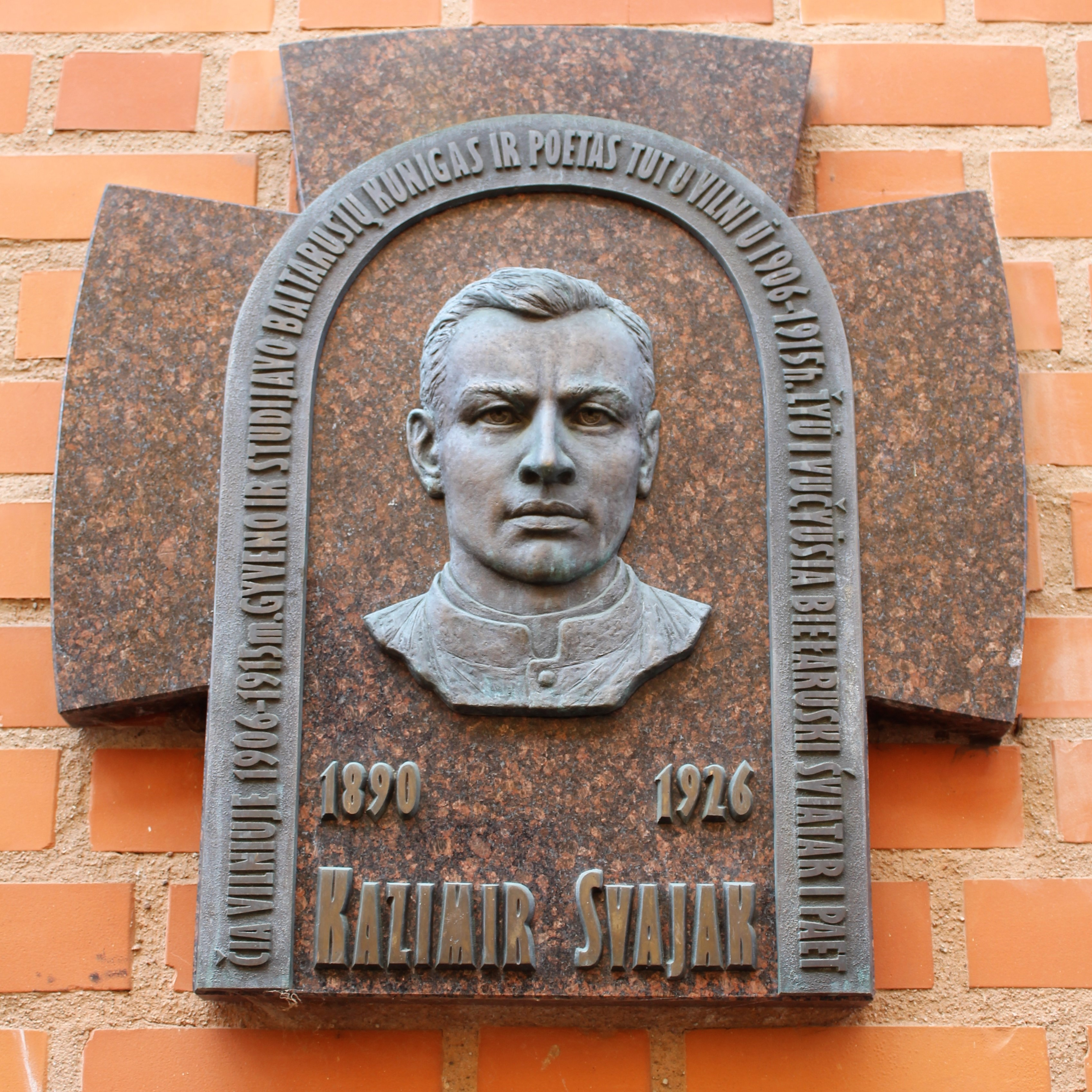
Мемориальная доска Казимиру Свояку в Вильнюсе

Родился 19 февраля 1890 года в деревне Барани Клющанского прихода Свенцянского уезда Виленской губернии. В семье было шесть детей, в том числе братья Альбин Степович и Бернард Степович. У отца Матвея Степовича было половина волоки земли. Семья проживала в небольшом домике. Позднее местный помещик Сволькен, у которого его отец служил лесником, выделил участок земли и лес для строительства нового дома.
В 1905 году Казимир Свояк окончил школу в Свенцянах (совр. Швянчёнис). В 1906—1907 годах жил в Вильне, на его мировоззрение большое влияние оказала газета «Наша Ніва». В 1908 году поступил в Виленскую духовную семинарию, которую возглавлял архиепископ Эдуард Ропп, сторонник использования белорусского языка в католической церкви.
В 1912 году заболел туберкулёзом, в том же году написал своё первое стихотворение «К именинам моего настоятеля». Зиму 1912—1913 года провёл на курорте в Закопане (польск. Zakopane). В 1913 году в газете «Biełarus» (Беларус) начали публиковаться его произведения. Из-за болезни был рукоположён в священники в 1915 году в Санкт-Петербурге епископом Цепляком. В том же году был назначен викарным священником в Камайском костёле. Вскоре был переведён в Клющаны. 19 июня 1915 года газета «Беларус» разместила поздравление ксендзу Степовичу от жителей Клющан.

### На должности священника
В Клющанах Константин Степович создал хор, исполнявший не только религиозные, но и белорусские народные песни: «Красная калинка», «Гуси», «Зелёный дубок», «Соловейка». 21 ноября 1915 года Степович произнёс первую в истории своего прихода проповедь на белорусском языке. В Клющанах, благодаря стараниям Константина Степовича, возник кружок «Хаўрус Сваякоў» (Союз Свояков), главной задачей которого было самообразование на основе христианской этики. Кружок организовал народную библиотеку, организовывал концерты и театральные представления, в том числе постановки пьес, написанных Степовичем. В 1916 г. «Союз Свояков» поставил пьесу К.Свояка «Проклятое зелье» (второе название «Янка Концевой»).
Стараниями Степовича в округе Клющан были организованы семь школ (в том числе в доме своего отца), а также открыты курсы для подготовки учителей. В конце 1916 года Степовича за деятельность по возрождению белорусской культуры и языка был отправлен на Белосточчину в деревню Корыцин. Здесь он также пытался ввести проповеди на белорусском языке в костёле, однако, это тут же было запрещено местным настоятелем.
В 1917—1919 года Степович вновь из-за болезни находился в Закопане, где одновременно работал капелланом госпиталя. В июле 1919 года Степович собрался вернуться в Клющаны, однако, по дороге заехал к своему другу священнику Язепу Германовичу (Винцук Отважный) в Лапеницу под Волковыском. Здесь Степович вновь выступал с белорусскими проповедями и помогал организовывать школы. Вскоре местные польские священники подписали протест против использования белорусского языка в католической школе.
Зиму 1919—1920 года вновь провёл в Закопане, в это же время в виленских белорусских периодических изданиях публикуются его работы — стихи, рассказы, эссе, философские этюды, юморески, публицистические статьи религиозного и литературно-критического содержания, в том числе очерк про Фратишека Богушевича и заметка про повесть «Дзьве душы» Максима Горецкого. Из Закопане Степович приехал в Подбродзье (лет. Pabradė), где закончил писать научную работу о церковной унии в Белоруссии для редакции газеты «Крыніца» («Родник»). После начала советско-польской войны Степович вернулся в Клющаны. Здесь и в Буйвидах он подменяет убежавших от Красной армии настоятелей.
В конце 1920 года Константин Степович получает назначение в Засвирь, где служил в полуразрушенном кармелитском соборе. После подавления восстания 1863 года храм переделали в православную церковь. С приходом польской власти храм вернули католикам. Степович стал первым настоятелем этой церкви после её возвращения польскими властями Католической Церкви. Однако из-за доноса Степовичу вскоре было запрещено служить на белорусском языке, был произведён обыск с целью изъятия белорусскоязычной литературы.
В Засвирь к Степовичу приезжал ксёндз Винцент Годлевский из Жодишек, выступавший с белорусскими проповедями. Также его посещал художник и писатель Язеп Дроздович, с которым Степович обсуждал вопросы белорусского искусства, литературы и истории. В Засвирь приезжал также художник Ракицкий, член «Союза Свояков», который нарисовал икону Св. Иосафата. В честь Св. Иосафата установил проведение в приходе 16 ноября фестиваля.

### Последние годы жизни
Осенью 1922 года состояние здоровья Степовича ухудшилось, осень 1923 — весну 1924 года он вновь провёл на лечении в Закопане. В 1924 году в Вильне вышел сборник его поэзии «Моя Лира». Зимы 1924—1925 и 1925—1926 годов также проводит в Закопане. Зимой 1926 года, опасаясь умереть на чужбине, просит брата Альбина и священника Адама Станкевича вернуть его в Клющаны. Из поезда в Вильне его выносили уже на руках. 6 мая 1926 года он умер в виленском госпитале. Отпевание состоялось на следующий день в Костёле святого Николая. Похоронен в Вильне на кладбище Росса, недалеко от могилы Чюрлёниса. Хор Виленской белорусской гимназии исполнял религиозные песнопения на белорусском языке.
В соответствии с завещанием над могилой прозвучали речи на трёх языках: кс. Годлевский говорил на белорусском, кс. Решеть — на польском и кс. Чибирас — на литовском. На открытие памятника на могиле К.Степовича в Вильне пришла группа верующих из Клющан, преодолев 85 километров.

## Творчество
Выступал в качестве публициста, писал драматические произведения. Автор сборника «Мая ліра» (Вильня, 1924), стихотворного рассказа «Чарку дай, браце» (Вильня, 1926). Отдельными изданиями были выпущены «Янка Канцавы» (1920, 1924), «Купальле» (1930). Написал философский дневник «Действие моей мысли, сердца и воли» (Дзея маёй мысьлі, сэрца й волі) вместе с «Автобиографией». Самое полное издание трудов Казимира Свояка вышло в 2010 году с предисловием Ирины Богданович.

## Память
Личность Казимира Свояка раскрывается в мемуарах его родного брата Бернарда Степовича. Адам Станкевич издал брошюры «Казимир Свояк. Очерки о его идеологии», 1931 г. («Казімер Сваяк. Нарысы аб яго ідэялёгіі»), «Из жизни и деятельности Казимира Свояка», 1936 г. («З жыцьця і дзейнасьці Казімера Сваяка»).
Именем Казимира Свояка названа одна из улиц в райцентре Островец в Гродненской области.
В 1990 году Адам Мальдис во время визита в Ватикан внёс предложение причислить Казимира Свояка к лику блаженных. В Баранях открыт музей Казимира Свояка.